# UFC Fight Night: Holm vs. Correia
UFC Fight Night: Holm vs. Correia var en MMA-gala som arrangerades av Ultimate Fighting Championship och ägde rum 17 juni 2017 i Kallang i Singapore.